# Natação de águas abertas

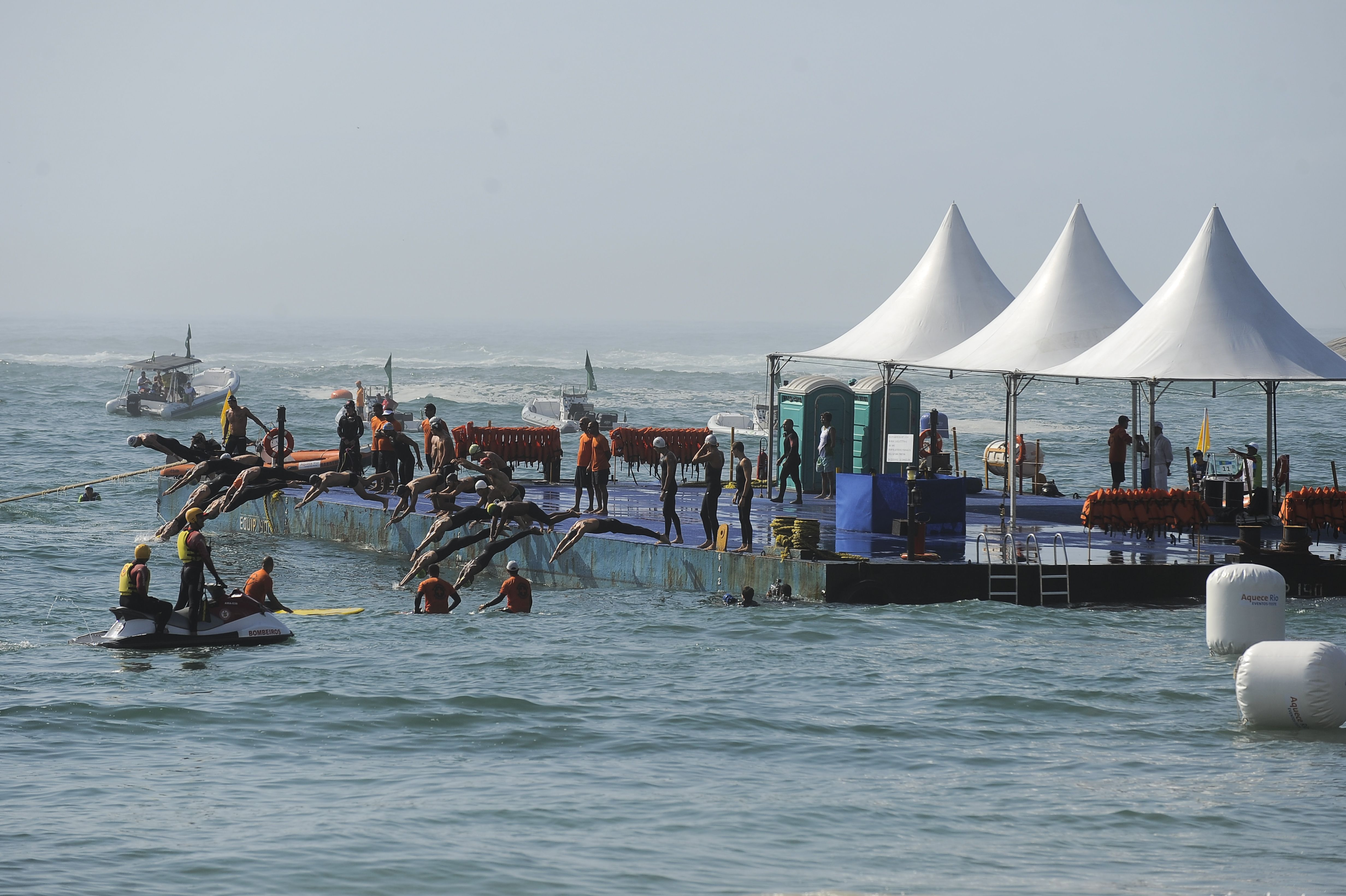
Competição internacional de maratona aquática na Praia de Copacabana válida como evento-teste para os Jogos Olímpicos Rio 2016 (Fernando Frazão/Agência Brasil)

Designa-se por natação de águas abertas, natação de alto mar, natação de águas livres, natação de longa distância ou natação de fundo a natação de grandes distâncias, realizada em lagos, rios ou mar aberto. Normalmente, toma a forma de travessias ou provas de mar.
Dadas as grandes distâncias percorridas, é por vezes designada por maratona aquática, embora não sejam disputadas distâncias iguais à longa corrida terrestre de mais de 42 km.

## História
Esta modalidade remete às origens da natação, quando ainda não havia piscinas.
Em finais do século XIX e no primeiro quartel do século XX as competições em águas abertas tiveram uma grande aceitação. Até, porque, devido à existência de poucas piscinas, as competições de natação desenrolavam-se utilizando os meios aquáticos naturais.
Os primeiros desportistas da natação procuravam vencer desafios difíceis e, por vezes, extravagantes. 
A necessidade de alcançar grandes feitos, em diferentes domínios, era uma constante. Os jornais da época publicitavam disputas, desafios públicos para que alguns homens, do desporto náutico, cometessem esta ou aquela façanha ou medissem forças numa prova definida. Quanto mais difícil melhor era para atrair as audiências.
Juntavam-se multidões para assistirem a esses duelos onde o espírito de honra era posto em causa e que o cumprimento integral do proposto era prestigiante.
Estas competições foram caindo em desuso, por um lado, pelo aumento do número de piscinas existentes, por outro, devido à poluição que gradualmente foi tomando conta dos recursos hídricos naturais.
Tornaram-se célebres as travessias do canal da Mancha e as longas maratonas natatórias que ocorriam nos rios e no mar de todo o mundo.
Há uns anos a esta parte, estas competições tem renascido e algumas delas são já consideradas um marco na Europa.
Hoje as provas são divididas entre as de distância inferior e superior a 10 km. Nos campeonatos mundiais, são realizadas três provas da modalidade, nas distâncias de 5 km, 10 km e 25 km, sempre para mulheres e homens. 
Tal como a natação desportiva, a natação sincronizada, os saltos ornamentais e o pólo aquático, as provas de natação de águas abertas são regidas pela Federação Internacional de Natação.
Em 27 de Outubro de 2005, o Comité Olímpico Internacional decidiu integrar a natação de águas livres no programa dos Jogos Olímpicos de Verão de 2008. Uma só prova, a de 10 km, será disputada por homens e mulheres. No mês seguinte, a Organização Desportiva Pan-Americana (ODEPA) incluiu a modalidade no programa dos Jogos Pan-americanos do Rio 2007, quando também fez a estréia em edições de Jogos Pan-americanos.
Na competição do triatlo, o percurso de natação é efectuado em águas abertas. 

### A natação de águas abertas em Portugal
Em Portugal, durante décadas realizou-se anualmente a Travessia do Tejo, no percurso clássico da Trafaria a Algés, prova que arrastava muitos espectadores, às suas margens, para assistir e vitoriar os vencedores.
Durante os anos 1940 e 50, o maior expoente português, deste tipo de competição, foi o nadador Baptista Pereira que efectuou diversas travessias em todo o mundo e bateu inúmeros recordes.
Mais recentemente nadadores de maratonas aquáticas como Miguel Arrobas e Nuno Vicente efectuaram travessias de grande relevo em Portugal Continental e Ilha da Madeira, bem como a travessia do Canal da Mancha em 2008, seguindo os passos do mítico Baptista Pereira.
Miguel Arrobas veio mesmo a ser o segundo português a realizar com sucesso a travessia do Canal da Mancha, no dia 7 de Agosto de 2008, em 9 horas e 30 minutos, o qual veio mesmo a ser o melhor tempo desse ano reconhecido pela Associação para a travessia do Canal da Mancha (Channel Swimming Association) que homologa e supervisiona a travessia.
A Federação Portuguesa de Natação organiza um circuito nacional composto por diversas competições nas distâncias compreendidas entre os 2 500 e os 10 000 metros.
Existe um calendário europeu de provas deste tipo, na distância de 5.000 e 10.000 metros.

## Equipamento

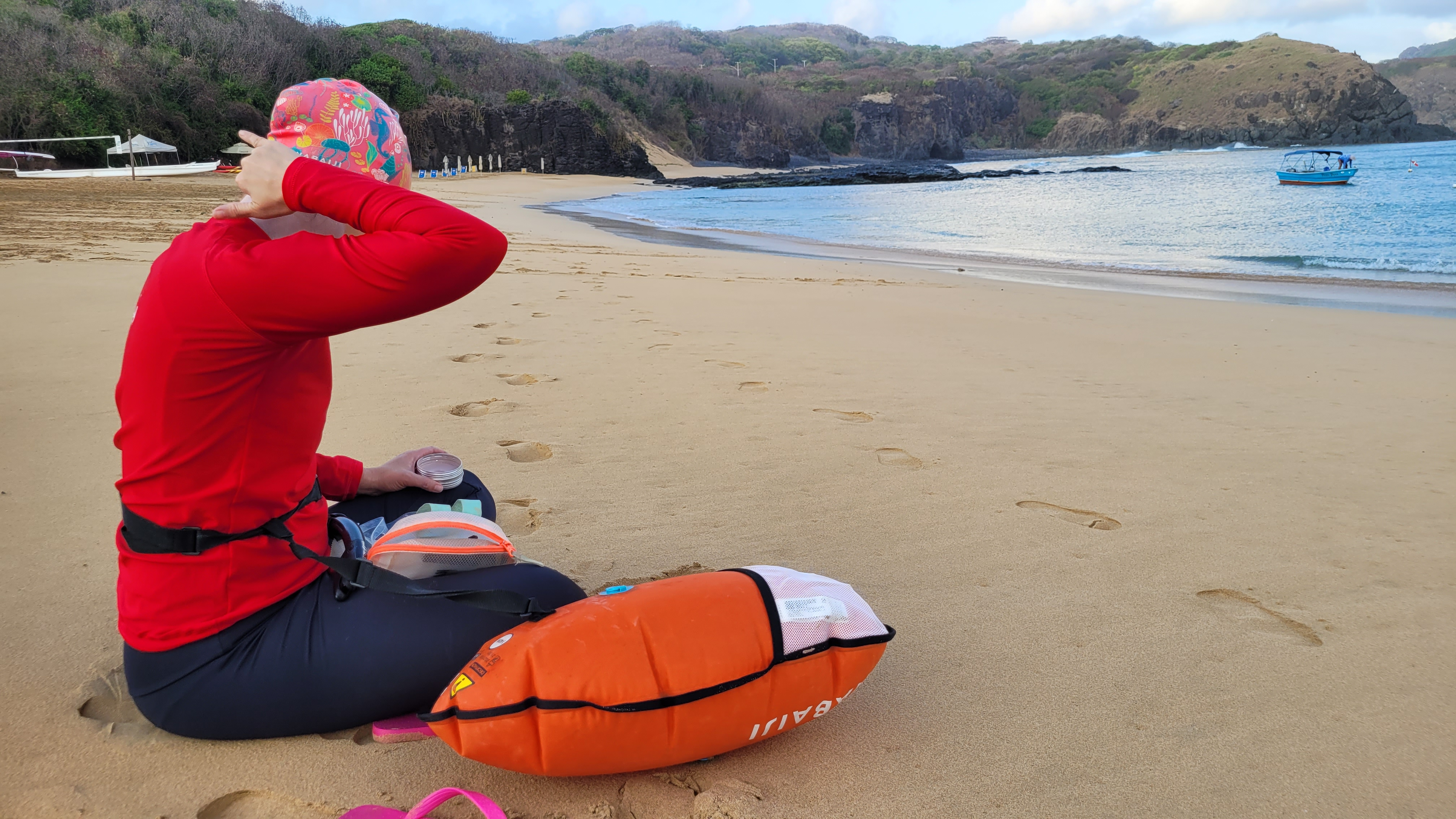
Nadadora se prepara para uma travessia com equipamento de proteção.

O nadador é equipado com traje de banho, óculos de protecção, touca de banho, e deverá proteger-se com gordura na pele (por causa do frio e de irritações devidas ao sal). Equipamentos de mergulho, feitos de neoprene, por exemplo, são proibidos. Em alguns eventos, uma boia sinalizadora deve ser utilizada para maior visibilidade.

## As distâncias
A Federação Internacional de Natação define "natação de águas abertas" e "natação maratona", segundo os seus regulamentos, como:
- OWS 1.1 Natação de águas abertas - prova em local aquático natural (rios, lagos, oceanos ou canais) exceto provas de 10 km.
- OWS 1.1.1 Natação maratona - qualquer prova em águas abertas de 10 km.

São ainda consideradas históricas algumas provas de natação deste tipo, como por exemplo a travessia do canal da Mancha a nado. Existem campeonatos mundiais e europeus, além de alguns campeonatos nacionais.

## Masters
As águas abertas englobam também a categoria masters, criada inicialmente para os atletas de alta competição que tinham interesse em continuar a pratica competitiva.